# Łazów
Łazów [pronunciación en polaco: /ˈwazuf/] es un pueblo ubicado en el distrito administrativo de Gmina Widawa, dentro del condado de Łask, voivodato de Łódź, en el centro de Polonia.  Se encuentra aproximadamente a 8 kilómetros al sureste de Widawa, a 24 kilómetros al sur de Łask y a 55 kilómetros al suroeste de la capital regional, Łódź.